# Tijdlijn van de ruimtevaart (1960-1962)
Hieronder een tijdlijn van gebeurtenissen in de ruimtevaart in de periode van 1960 tot en met 1962.
| 1 april      | 1960 | De eerste weersatelliet Tiros I (Television InfraRed Observational Satellite) wordt door de Amerikanen met een Thor-Able-raket gelanceerd. Tiros I seint gedurende 78 dagen 22.952 wolkenfoto's naar de aarde en zal waarschijnlijk 75 jaar in een baan om de aarde blijven. |
| 12 augustus  | 1960 | Met een Thor-Delta-raket lanceren de Amerikanen de eerste communicatiesatelliet "Echo I". Het apparaat ontvouwt een ballon met een diameter van 30 meter. Hij zal 10 jaar in een baan cirkelen. |
| 10 oktober   | 1960 | De Sovjet-Unie lanceert de Marsnik 1, en vier dagen later de Marsnik 2. Deze waren bedoeld om langs de planeet Mars te vliegen. Beide lanceringen mislukken echter. |
| 12 februari  | 1961 | Het eerste projectiel naar een andere planeet wordt gelanceerd. De Spoetnik 8 van de Sovjet-Unie wordt als een ruimtestation om de aarde gebracht en lanceert een capsule naar Venus. Het contact met de Venussonde wordt spoedig verbroken. |
| 9 maart      | 1961 | Lancering van de Korabl-Spoetnik 4, met aan boord de hond Tsjernoesjka ("Zwartje"), een pop genaamd Ivan Ivanovitsj, enkele muizen en een cavia. De pop werd vlak voor de landing aan een parachute uitgeworpen, waarmee de procedure werd getest die de kosmonauten moesten gaan volgen. |
| 25 maart     | 1961 | Lancering van de Korabl-Spoetnik 5, met aan boord de hond Zvjozdotsjka ("Sterretje", zo genoemd door Joeri Gagarin), en wederom een pop genaamd Ivan Ivanovitsj. |
| 12 april     | 1961 | Een primeur voor de Sovjet-Unie. Joeri Gagarin is de eerste ruimtevaarder die in de ruimte verblijft. In de Vostok 1 beschrijft hij op een hoogte van ongeveer 300 km in 89 minuten een baan om de aarde. De kosmonaut keert na een ruimtevlucht van 108 minuten weer terug op aarde. Vostok 1 was de eerste in een reeks van zes bemande ruimtevluchten in het kader van het Vostokprogramma.                              |
| 5 mei        | 1961 | De tweede mens en tevens eerste Amerikaan in de ruimte is Alan Shepard. Hij vliegt in de Mercury MR-3. Het is een korte, zogenaamde ballistische vlucht, maar bereikt daarbij wel een hoogte van meer dan 100 km, dus het geldt als een officiële ruimtevlucht. Mercury MR-3 is de eerste in een reeks van zes bemande ruimtevluchten in het kader van het Mercury-ruimtevaartprogramma                                     |
| 21 juli      | 1961 | De derde mens in de ruimte is Virgil Grissom, wederom een Amerikaan die een korte ballistische vlucht uitvoert. Hij vliegt in de Mercury MR-4. |
| 6 augustus   | 1961 | Lancering van de Vostok 2 met aan boord German Titov. De Vostok 2 vliegt in ruim 25 uur bijna 18 keer rond de aarde. Dit is al de tweede Sovjet in een baan om de aarde, en de bemande ballistische vluchten van de Amerikanen steken daar schril bij af. De Amerikanen besluiten daarom de volgende ballistische vluchten te schrappen en door te zetten met vluchten in een baan om de aarde.                             |
| 13 september | 1961 | De Amerikanen slagen voor het eerst er in een Mercury-capsule in een baan om de aarde te krijgen, onbemand weliswaar (Mercury MA-4). Eerdere pogingen daartoe zijn mislukt. |
| 27 oktober   | 1961 | De Saturnusraket maakt zijn eerste vlucht. Dit 50 meter hoge gevaarte met zijn gewicht van 418.000 kilo is de eerste raket die niet in hoofdzaak voor militaire doeleinden, maar voor de bemande ruimtevaart is gebouwd. Met de opvolger van de Saturnus C-1-raket, de C-5 - een 106 meter hoge kolos - zullen de eerste mensen, naar verwachting zo rond 1970, naar de maan worden gebracht.                               |
| 29 november  | 1961 | Met de Mercury MA-5 lanceren de Amerikanen weer een capsule in de ruimte. Aan boord bevindt zich de chimpansee Enos. |
| 26 januari   | 1962 | Lancering van de Amerikaanse Ranger 3 die op de maan moet inslaan. De sonde mist de maan op een afstand van 36.874 kilometer, en komt in een baan om de zon terecht met een omlooptijd van 406,5 dagen. |
| 20 februari  | 1962 | John Glenn wordt de vijfde mens in de ruimte, en de derde Amerikaan, maar wel de eerste Amerikaan die in een baan om de aarde vliegt. Hij werd gelanceerd in de Mercury MA-6. Hij landt na zeven maal om de aarde te zijn gevlogen. Hij beschrijft drie omwentelingen om de aarde met een snelheid van 28 000 km/h op een hoogte van ca. 250 km boven het aardoppervlak.                                                    |
| 26 april     | 1962 | Het Amerikaanse ruimtevaartuig Ranger 4 bereikt de maan. De bedoeling is de capsule intact te laten landen, maar door een fout in de computer valt ze met een snelheid van 9000 km/h neer op de achterzijde van de maan. Bovendien worden de metingen van de instrumenten tijdens het uitzenden naar de aarde gestoord, zodat ze onbegrijpelijk worden.                                                                     |
| 24 mei       | 1962 | Weer een geslaagde ruimtelancering van de Amerikanen. De Mercury MA-7 bevat Scott Carpenter en legt eveneens drie omwentelingen af. |
| 11 augustus  | 1962 | Lancering van de Vostok 3 met aan boord Andrian Nikolajev. Een dag later volgt Vostok 4 met aan boord Pavlo Popovytsj. De Vostok 3 en 4 voeren de eerste gezamenlijke vlucht van twee bemande ruimtevaartuigen uit, wederom een primeur voor de Sovjets. Ze naderen elkaar tot op ongeveer 6,5 km en hebben onderling radiocontact. Vostok 3 landt na een vlucht van 4 dagen. Nog geen 15 minuten later landt ook Vostok 4. |
| 27 augustus  | 1962 | De Verenigde Staten sturen de Mariner 2 naar Venus. |
| 3 oktober    | 1962 | Wally Schirra maakt tijdens vlucht Mercury MA-8 zes omwentelingen rond de aarde. De baan (160–280 km) ligt iets hoger dan de vorige Amerikaanse bemande vluchten. |
| 18 oktober   | 1962 | De Ranger 5 wordt door de Amerikanen richting maan gelanceerd. Ook nu mislukt een bedoelde landing op de maan, die op 725 kilometer afstand wordt gepasseerd, en de Ranger komt in een baan om de zon terecht. |
| 24 oktober   | 1962 | De Sovjet-Unie lanceert de Spoetnik 22. Deze is bedoeld om langs Mars te vliegen, maar explodeert niet lang na de lancering. |
| 1 november   | 1962 | De Sovjet-Unie lanceert de Mars 1. Het projectiel zou op 19 juni 1963 langs Mars vliegen, maar op 21 maart wordt al het contact verloren. |
| 4 november   | 1962 | De Sovjet-Unie lanceert de Spoetnik 24. Deze is bedoeld om langs Mars te vliegen, maar breekt in stukken wanneer de raketmotoren worden aangezet om de baan om de aarde te verlaten en richting Mars te vliegen. |
| 14 december  | 1962 | Het Amerikaanse ruimtevaartuig Mariner 2 passeert Venus op een afstand van 34.752 kilometer. De sonde meet de atmosfeer en oppervlaktetemperatuur en komt voor het laatste op ca. 400 °C. |